# Magyar Egyháztörténeti Vázlatok
A Magyar Egyháztörténeti Vázlatok egy Szegeden, 1989-től megjelenő egyháztörténeti publikációkat tartalmazó periodika, melynek főszerkesztője Csóka Gáspár, felelős szerkesztője Zombori István. 
Kiadói a budapesti és pannonhalmi székhelyű Magyar Egyháztörténeti Enciklopédiai Munkaközösség, a Kanadában alapított METEM International Society for Encyclopedia of Church History in Hungary, illetve a szegedi székhelyű Historia Ecclesiastica Hungarica Alapítvány.

## Története
A Magyar Egyháztörténeti Vázlatokat a Kanadában élő Horváth Tibor jezsuita szerzetes alapította, magyar egyháztörténeti kutatás újjászervezésére, föllendítésére és gazdagítására jött létre, amely célkitűzését felekezeti megkülönböztetés nélkül hajtja végre. 
Formátumát illetően 1993-ig évkönyvként, 1993-tól pedig évente négy alkalommal jelenik meg. 

### Elnevezései
| 1989-1993 | Magyar Egyháztörténeti Vázlatok Essays in Church History in Hungary | Magyar Egyháztörténeti Vázlatok Essays in Church History in Hungary |
| 1994-2006 | Magyar Egyháztörténeti Vázlatok-Regnum                              | Magyar Egyháztörténeti Vázlatok-Regnum                              |
| 2007-től  | ismét csak Magyar Egyháztörténeti Vázlatok                          | ismét csak Magyar Egyháztörténeti Vázlatok                          |

### Főszerkesztői
| 1989-1990 | 1-2. évfolyam   | Uzsoki András (1925-2011)     |
| 1991-1993 | 3-5. évfolyam   | Horváth Tibor SJ (1927-2008)  |
| 1994-1999 | 6-11. évfolyam  | Szántó Konrád OFM (1920-1999) |
| 2000-től  | 12. évfolyamtól | Csóka Gáspár OSB              |

### Felelős szerkesztő
A folyóirat felelős szerkesztője 1990-től Zombori István történész, nyugalmazott múzeumigazgató. 

## Repertóriuma, Digitális archívum
- 1989-2018 között megjelent publikációk repertóriuma
- REAL-J